# Vetkrijt
Vetkrijt is een tekenmateriaal dat gebruikt wordt om merktekens aan te brengen. Het moet onderscheiden worden van waskrijt en oliepastel.
Het gebruik van vetkrijt is al oeroud: de allereerste architecten gebruikten al stiften van een materiaal dat weersbestendiger was dan het nog oudere tekenkrijt. Ons woord "tekenen" komt overigens van dit gebruik: het betekent letterlijk het aanbrengen van een merkteken.
De merkstiften werden vervaardigd door een gesmolten mengsel van talg en roet in een mal te gieten en te laten stollen. De eenvoudige productiemethode maakte dat bouwmeesters eeuwenlang de stiften zelf vervaardigden, maar op het eind van de 18e eeuw duiken de eerste industrieel vervaardigde stiften op. Om de kwetsbaarheid tijdens productie en transport te verkleinen werd er aan deze stiften een nieuw element toegevoegd: eerst bijenwas of spermaceti (walschot), later andere wassen als paraffine of carnaubawas. Vanaf het midden van de 19e eeuw werden de stiften in meer kleuren geleverd dan alleen zwart. In de Verenigde Staten waren Binney & Smith en de American Crayon Company belangrijke fabrikanten, die het product later zouden ontwikkelen tot waskrijt.
Industrieel vetkrijt, dat nog steeds gemaakt wordt in een beperkt kleurgamma, is veel harder dan het latere oliepastel dat speciaal voor de tekenles in scholen ontwikkeld zou worden, omdat olie als component ontbreekt. Toch is het weleens door kunstenaars gebruikt. In de volksmond heten oliepastels ook wel "vetkrijtjes". Een markeerpotlood is in wezen niets anders dan een dunne stift vetkrijt in een houten omhulsel.